# Janet Hubert
Janet Hubert,  född 13 januari 1956 i Chicago, är en amerikansk skådespelare.
Hubert har bland annat medverkat i TV-serien Fresh Prince i Bel-Air (1990-1993). Hon har även medverkat i filmerna Remember Me: The Mahalia Jackson Story från 2022 och The Perfect Find från 2023.

## Filmografi (i urval)
- 1990–1993 – Fresh Prince i Bel Air (TV-serie)
- 2022 – Remember Me: The Mahalia Jackson Story
- 2023 – The Perfect Find